# 詞幹

西班牙語動詞correr（跑）的各种屈折形式。corr-是各屈折形式的共同部分，即詞幹部分。图例解释如下：有两人正在正午用西班牙语沟通，故太阳升起时为过去时、正午为现在时、晚上为将来时；由于变化众多，建议在维基词典查看。

在語言學中，词干（word stem）又称語幹，狭义上是一个词除去表示语法意义的词尾之外的构词成分，是一个词的核心部分，它承载着词的主要意义，并可以添加各种词缀（如前缀和后缀）来构成不同形式的单词。词干可以是一个简单的词根，也可以是词根加上其他词缀后的形式。

## 两种含义
在不同语境下使用，其含义会有所差異：

### 含义一
词缀所附着的部分。如在英语词汇friendship中，friend是词干，后缀 -ship 附在其后。类似的friendship本身也是一个词干，后缀 -s 附在其后。在这种用法中，词干可能不包含词缀（包含friend不包含-ship）。

### 含义二
词干是指一个词在所有屈折变化中保持不变的部分。例如，在friendships中，词干是 friendship，它可以接受复数后缀 -s。
本条目采用这种含义。

## 在不同语言中的使用
- 在阿萨巴斯卡语系中，动词的词干是带有声调的词根，不能单独存在。在这种分析下，动词可能有两个词干，各附一个词缀。

## 語素
在只有少量屈折語中（見语言构词分类），如英語，詞幹通常和詞的「正常」（可以单独使用）的形式是一樣的。但在另一些語言，詞幹卻少有獨自出現的。例如，英語動詞詞幹 run 與其現在時（非第三身單數）相同；但相應的西班牙語動詞詞幹 corr- 是不可以出現的，故詞典中會以其不定式（原型）correr 出現，而在實際應用中還有各種形式，如分詞和變位。類似词根 corr- 的不能單獨出現的語素，被稱為“不自由语素”。
在計算語言學中，詞幹的含義是指一個單詞在變化中不改變的部分，而詞典式是指一個詞的基本形式。例如英語的 distributing，其詞典式是 distribute，但詞幹是 distribut：因為存在如 distribution 等單詞。

## 例子
一個詞幹的所有屈折形式的列表稱為詞形變化表（inflectional paradigm）。以下列出英語形容詞 tall 的詞形變化表，其詞幹是 tall：
- tall，taller，tallest

有一些詞的詞形變化表不使用同一個詞幹，這個現象稱為不規則詞形變化（异干互补，suppletion）。例如，英語形容詞 good 的詞幹變為規範詞素 bet-：
- good，better，best

## 外部連結
- Searchable reference for word stems including affixes (prefixes and suffixes) （页面存档备份，存于）